# Kadriye Nurmambet
Kadriye Nurmambet (krimtatarisch Qadriye Nurmambet Ҡадрие Нурмамбет, arabisch قَادْرِیَ نُرْمٰومْبَتً), verheiratete Hanımda (geboren am 21. August 1933 in Bazargic, Königreich Rumänien (heute Dobritsch, Bulgarien); gestorben am 31. Januar 2023 in Bukarest), war eine rumänische Volkssängerin. Nurmambet gehörte der Minderheit der Krimtataren an und sang in deren Sprache. Sie wird krimtatarisch dobrucanıñ bülbuli bzw. rumänisch Privighetoarea Dobrogei ‚Nachtigall der Dobrudscha‘ genannt.

## Leben
Nurmambets Eltern waren Ahmet und Pakize Nurmambet. Ihr Vater war Offizier in der Rumänischen Armee und diente im Ersten und Zweiten Weltkrieg. Nurmambet hat einen Bruder und wuchs in Bazargic und Medgidia in der Dobrudscha auf.
Nurmambet studierte Rechtswissenschaften an der Universität Bukarest und schloss ihr Studium 1957 ab. Sie war die erste krimtatarische Rechtsanwältin in Rumänien und wurde Mitglied der Anwaltskammer in Constanța.
Kadriye Nurmambet war verheiratet. Ihre Tochter Melek Hanımda arbeitet für die Nationaltheater in Constanța (Teatrul Național de Operă și Balet Oleg Danovski).

## Musikalisches Wirken
Nurmambet lernte ihre ersten Volkslieder von ihrer Mutter. Sie sang als Kind in krimtatarischen und rumänischen Musikgruppen. Ihre erste Bühnenaufführung fand 1950 im Athenäum in Bukarest statt. Dort trat sie mit bekannten Sängern und dem Panflötisten Fănică Luca auf. Vier Jahre später gab sie auf Vermittlung von Tiberiu Alexandru von der Nationalen Musikuniversität ihr Debüt im rumänischen Hörfunk.
Nurmambet bereiste die Dobrudscha, suchte nach Tataren, Nogaiern und Türken und sammelte deren traditionelle Lieder. Im Jahr 1957 wurde sie eingeladen, über 90 traditionelle tatarische und türkische Lieder für das Musikarchiv des Instituts für Ethnographie und Folklore in Bukarest aufzunehmen. Drei Jahre später erschien bei Electrecord ihre erste Schallplatte.
Ihr ganzes Leben lang unternahm Nurmambet außergewöhnliche Anstrengungen, um die traditionelle Musik der Minderheiten in Rumänien zu erhalten. Im Jahr 1990 gründete sie mit Senia Abdula das Tanzensemble Karadeniz in Constanţa, das auf Volksfesten im In- und Ausland auftritt.
Im selben Jahr nahm sie auch an Veranstaltungen der slowakischen Minderheit teil.
Ihr letztes Studioalbum mit 24 tatarischen und türkischen Volksliedern wurde im Oktober 2009 von Electrecord veröffentlicht und von der Partei der krimtatarischen Minderheit, der Demokratischen Union der Türkisch-Muslimischen Tataren Rumäniens (UDTTMR), unterstützt.

## Diskografie (Auswahl)
- 1974: Muzică Populară Turcească. ‚Türkische Volksmusik‘
- 1980: Bahcelerde Kestane (Castanii Din Grădină). ‚Kastanien im Garten‘
- 1984: Muzică Populară Turcească.
- 2009: Melodii populare tătăreşti şi turceşti. ‚Tatarische und türkische Volkslieder‘

Weitere Aufnahmen erschienen 1960, 1963, 1982 und 1989.